# گلن میلر
آلتون گلن میلر (به انگلیسی: Alton Glenn Miller) ‏(زاده ۱ مارس ۱۹۰۴ – درگذشته ۱۵ دسامبر ۱۹۴۴) موسیقیدان مشهور سبک جاز، نوازنده ترومبون و تنظیم کننده، آهنگساز و رهبر ارکستر آمریکایی بود.
او یکی از موفق‌ترین هنرمندان این سبک در سال‌های ۱۹۳۹ تا ۱۹۴۳ و در بحبوحه جنگ جهانی دوم بود. «گلن میلر» در ۱۵ دسامبر ۱۹۴۴ در حالی که سوار بر هواپیمای مدل UC-64 ارتش آمریکا؛ برای اجرای کنسرت موسیقی در کمپ سربازان آمریکایی در پاریس (فرانسه)، عازم آن کشور بود، برفراز کانل مانش و به همراه چند سرنشین دیگر، ناپدید گشت و جسدش هیچگاه پیدا نشد.